# Itasturmia intermedia
Itasturmia intermedia är en tvåvingeart som beskrevs av Townsend 1927. Itasturmia intermedia ingår i släktet Itasturmia och familjen parasitflugor. Inga underarter finns listade i Catalogue of Life.